# Filosofia de la història
La filosofia de la història és una disciplina que intenta entendre com funciona la història. Així es qüestiona l'objectivitat en l'estudi del passat i les millors maneres d'accedir-hi i es planteja si la història és un conjunt d'avenços (progrés), si funciona per cicles o no té cap forma global i és només un conjunt de períodes. També analitza quin ha de ser l'objecte d'estudi, si la persona, l'època, la regió o el tema, i com canvia el panorama descrit segons la unitat adoptada. Per acabar, s'interroga sobre si la història té un sentit en si mateixa o en relació al present i si pot usar-se per a predir el futur o propiciar determinats canvis.
La filosofia de la història tracta tant sobre el coneixement històric com sobre el sentit de la realitat històrica del tot. No es tracta d'un coneixement historiogràfic, sinó d'aprofundir sobre l'essència i el sentit de la història l'essència i el sentit de la història en els dos vessants que aquesta mostra, com a esdevenir real i com a narració d'aquest esdevenir. Si els historiadors pressuposen una interpretació de la realitat històrica, adopten implícitament una teoria de la història, la filosofia de la història estudia la constitució essencial o la morfologia dels fets històrics; d'un altre, la gènesi i la finalitat d'aquests fets, com a part d'un procés.
En qualsevol cas, les diverses filosofies de la història han de retre compte de dues dificultats conceptuals importants: 
- Dificultat teòrica: com explicar la història universal des d'un punt de vista cosmopolita, per usar l'expressió de Kant, evitant el racisme o la minusvaloració imperialista i l'estigma envers determinats grups humans?
- Dificultat pràctica: quin paper cal assignar a l'acció humana individual quan s'insereix en la història col·lectiva?

## El determinisme històric
Habitualment, les filosofies de la història són deterministes: consideren que elements com el clima, la psicologia, etc., determinen, o com a mínim condicionen, el desenvolupament històric. El determinisme històric més conegut és el marxisme, que suposa que l'economia és el factor que en última instància determina les formes jurídiques, polítiques i simbòliques d'una societat. Per a Marx, en La ideologia alemanya (1845), les lleis de la història tenen el mateix caire de necessitat que les lleis de la física, en la mesura que obeeixen a la continuïtat de la naturalesa en la cultura.
Però, de fet, va ser Montesquieu qui al segle xviii inicià el determinisme (suposant que la història depèn del clima) i els determinismes més radicals han estat de tipus ètnic. Fou Nietzsche en les Consideracions inactuals (IV, § § 3 i 6) qui va criticar el caràcter de «teodicea cristiana disfressada» de la filosofia de la història, l'única tasca de la qual consisteix a «defensar i excusar el present».
A part de determinisme econòmic i de l'ètnic (que és un component essencial del feixisme), els tipus de determinisme més habituals són: 
- Determinisme sociològic: segons el qual les societats segueixen determinades lleis internes de manera més o menys inexorable. De Plató a Spengler, un gran nombre de filòsofs han donat suport a aquesta tesi.
- Determinisme psicològic: segons el qual les passions, els interessos i els ideals tenen un paper inexorable en la història humana. Schopenhauer i Freud són coneguts defensors d'aquesta posició, que atorga un paper central a l'inconscient i a la sexualitat com a motors històrics.
- Determinisme geogràfic: segons el qual, la història és determinada per la geografia. Aquesta tesi donà origen a la geopolítica de Kjellén al segle xix.

## Filosofia de la història i historicisme
S'anomena historicisme la tesi segons la qual la història determina o condiciona el passat. Generalment, les filosofies de la història de matriu hegeliana, o les generades pel romanticisme coincideixen amb l'historicisme a l'hora d'espiritualitzar el poble i atribuir-li un caire especial, de poble elegit, fàcilment explotable per la demagògia política. Per als historicistes, l'estat és un ésser biològic que viu i creix. No totes les filosofies de la història són historicistes. Mentre que la filosofia de la història que prové de la Il·lustració és optimista respecte al futur, l'historicisme, especialment després de la Primera Guerra Mundial, es feu conservador amb l'obra d'Oswald Spengler i, en certa manera també d'Arnold Toynbee, tot i que aquest negava el determinisme i no creia inexorable en la decadència d'Occident. Però, la insistència en l'apriorisme històric, conservador i essencialista, adoptat per pensadors totalitaris al segle xx, provocà la fallida de les diverses filosofies de la història, que ha estat òbvia a partir de l'obra de Karl Popper La misèria de l'historicisme (1944-1945).

## Filosofia de la història i la teleologia
S'ha arribat a equiparar la 'filosofia de la història vista com a teleologia' com una 'teodicea secular'.
Leszek Kołakowski afirmà que la interpretació de la història com a allò que és inevitable combinat amb la combinació de la fal·làcia de creure que de les proposicions fàctiques es dedueixen les proposicions normatives (o dit d'altra manera, que del ser es dedueix el deure ser) es troba amb el problema de la falta de predicció dels fets històrics futurs per a jutjar quina és la finalitat dels fets presents. Posà d'exemples qui argumentava que el triomf d'Adolf Hitler malgrat considerar-lo una autèntica barbàrie implicaria en un futur una lliçó que faria renàixer amb més força una nova cultura humanista i democràtica i, per tant, creien que era necessari donar suport a l'ascens d'Adolf Hitler. Afirma contra aquest comportament i actitud que "No hi ha ningú que estiga exempt de ser moralment responsable d'haver donar suport al crim pel fet de trobar-se intel·lectualment convençut de la seua victòria inevitable".